# ЛОД-терапия
ЛОД-терапия (ЛОД — локальное отрицательное давление) или фаллодекомпрессия — неинвазивный физиотерапевтический метод лечения сексологических и урологических расстройств мужской половой системы, в первую очередь, эректильной дисфункции, заключающийся в вакуумной стимуляции кровотока в тканях полового члена. ЛОД-терапия также может применяться в процессе реабилитации или как самостоятельное диагностическое исследование.

## Историческая справка
Методика вакуумного лечения впервые была предложена в конце XIX века. Однако данный способ коррекции эректильных расстройств долгое время был мало распространен. В 1874 году Джон Кинг предложил небольшой «присасывающий насос» для усиления кровообращения полового члена. В 1909 году в России В. Заблудовским был предложен метод «пневмомассажа», позволяющий вызвать полноценную физиологическую эрекцию. Однако запатентован метод был в США в 1917 году Отто Ледером, который предложил устройство для получения эрекции с помощью вакуума. В начале семидесятых годов благодаря новым разработкам американских урологов метод начал применяться и активно совершенствоваться. Начиная с 1960 года Д. Осбон, разработав вакуумное устройство для индивидуального пользования, основал компанию по производству вакуумных устройств. Дальнейшая разработка и усовершенствование метода (Беледа Р. В. 1980 г.; Васильченко Г. С. и соавторы 1981, 1983 гг.) способствовали успешному его применению для лечения сексуальных расстройств. Первая публикация по опыту использования вакуумного лечения была сделана в 1986 году. На сегодняшний день опубликовано свыше 200 литературных источников по применению метода локальной декомпрессии для лечения эректильных дисфункций, в которых описываются различные устройства и приводятся методики лечения. В настоящее время метод искусственного разрежения все чаще применяется в сочетании с другими методами, использующими различные физические факторы, такие как бегущее магнитное поле и депонирование лекарственного препарата в уретру, и предстательную железу.

## Показания и противопоказания
Воздействие локально-отрицательным давлением в урологической практике может назначаться по следующим показаниям:
- эректильная дисфункция (вызванная органическими (сосудистыми) изменениями, травмами позвоночника, осложнениями сахарного диабета, имеющая психогенный характер (невроз ожидания), либо обусловленная злоупотреблением алкоголем, наркотическими и психотропными веществами и т. д.);
- фибропластическая индурация полового члена (болезнь Пейрони);
- преждевременная эякуляция;
- ночной (перемежающийся) приапизм;
- хронический простатит, уретрит.

Методика находит применение в процессе реабилитации после хирургических вмешательств на органах малого таза, а также для диагностики расстройств эрекции.
Противопоказаниями для использования данной методики являются:
- выраженный атеросклероз сосудов головного мозга и сердца;
- некоторые психические заболевания (шизофрения, маниакально-депрессивный психоз и др.);
- злокачественные опухоли мочеполовой системы;
- гемофилия;
- фимоз и парафимоз;
- варикоцеле;
- водянка яичка (гидроцеле);
- паховые и мошоночные грыжи;
- острые воспалительные заболевания, в частности, инфекции, передающиеся половым путем;
- возраст до 16 лет.[3]

## Методика выполнения и эффективность процедуры
В основе методики локальной декомпрессии лежит создание разреженной атмосферы (вакуума) вокруг полового члена, что способствует интенсивному притоку крови к кавернозным (пещеристым) телам, насыщению тканей кислородом, активации процессов метаболизма. Промышленностью выпускаются аппараты различных модификаций для ЛОД-терапии (АМВЛ-01 «Яровит», «АИР-У плюс» и др.). Конструкция этих устройств предполагает наличие колбы из органического стекла (рабочей камеры) и вакуум-насоса механического (помпового) или автоматического (компрессорного) типа. Некоторые модели снабжены светодиодными матрицами для дополнительной фотостимуляции.
Метод не требует особой подготовки пациента, однако, перед началом процедуры рекомендуется провести гигиену половых органов и сбрить волосы в паху для более герметичного прилегания барокамеры. В начале процедуры половой член помещают в рабочую колбу, края которой предварительно обрабатывают вазелином. Затем воздух из колбы откачивают, постепенно создавая внутри отрицательное давление. Откачку воздуха продолжают до появления у пациента чувства распирания и легкой болезненности в области головки и корня полового члена. Спустя 1-2 мин. давление сбрасывают, а затем вновь повторяют манипуляцию, добиваясь максимального напряжения пениса. Таким образом, во время процедуры лечения наступает выраженная эрекция, которая непосредственно наблюдается пациентом, что также приводит к психологическому улучшению его самоощущения. В некоторых случаях, для поддержания возникшей эрекции, прибегают к помощи специального констрикционного (сжимающего) кольца на основание полового члена. Один лечебный сеанс, как правило, состоит из 10-15 циклов декомпрессии-расслабления. Кратность процедур и продолжительность курса лечения определяется в каждом случае индивидуально, после консультации со специалистом. Полезно сочетать фаллодекомпрессию с инстилляционным массажем простаты, поскольку при этом повышается степень всасывания препаратов после завершения процедуры гипобарического воздействия. Многообразие терапевтических эффектов при фаллодекомпрессии придает этому методу большую ценность в комплексном лечении простатита.
При вакуумной стимуляции одновременно раздражаются баро-, хемо-, термо- и фоторецепторы полового члена, импульсы от которых поступают в спинной и головной мозг, вызывая активизацию деятельности спинномозговых центров эрекции и эякуляции, а также ответную реакцию ЦНС. Быстрая смена давлений способствует восстановлению и закреплению динамического стереотипа сексуального возбуждения. В силу разности давлений и усиленного притока артериальной крови, в пещеристых телах полового члена раскрывается и наполняется кровью подавляющее большинство артериол и капилляров, которые ранее не функционировали. Кроме того, рефлекторно усиливается кровоток и микроциркуляция в околопростатическом пространстве и предстательной железе. Таким образом, происходит восстановление кровообращения и микроциркуляция в половом члене, простате, нормализуется передача нервных импульсов в спинномозговом центре эрекции и эякуляции и периферических нервных путях.
В урологической практике локальное отрицательное давление может быть использовано с диагностической целью — так называемая ЛОД-проба. Суть ее заключается в оценке продолжительности эрекции после однократного цикла разрежения. Если эрекция длится менее 5 минут после снятия зажимного кольца, проба считается положительной и свидетельствует о нарушении кровоснабжения полового члена. ЛОД-проба помогает отличить эректильную дисфункцию органического характера от психогенной.
Побочные эффекты ЛОД-терапии чаще всего связаны с неправильным применением вакуума, слишком большой продолжительностью воздействия отрицательного давления, что может привести к отеку, гематомам и болевым ощущениям в области половых органов. Поэтому, необходимо строго придерживаться рекомендаций лечащего врача, а в случае появления явной болезненности и иных нежелательных эффектов, процедуру следует немедленно прекратить.